# Liste des châteaux de la France d'outre-mer
| Icône            | Signification    | Abréviations             | Abréviations                  | Abréviations             | Abréviations           |
| ---------------- | ---------------- | ------------------------ | ----------------------------- | ------------------------ | ---------------------- |
| Château fort     | Château fort     | = Bastide                | = Ferme fortifiée             | = Maison forte           | = (Néo-)Palladianisme  |
| Renaissance      | Renaissance      | = Château gascon         | = Folie (montpelliéraine)     | = Manoir, Gentilhommière | = Résidence épiscopale |
| Domaine viticole | Domaine viticole | = Classicisme, classique | = Forteresse, fort(ification) | = Maison (noble)         | = Style Beaux-Arts     |
| Palais           | Palais           | = Commanderie            | = Gothique (flamboyant)       | = Néo-baroque            | = Style Second Empire  |
| Ruine ou disparu | Ruine, disparu   | = Château pinardier      | = Hôtel particulier           | = Néo-classique          | = Style italianisant   |
|                  |                  | = Demeure seigneuriale   | ... = Style Louis XII...XVI   | = Néo-gothique           | = Style troubadour     |
|                  |                  | = Éclectisme             | = Logis (seigneurial)         | = Néo-Renaissance        | = Villa (de Nice)      |
| Baroque, rococo  | Baroque, rococo  | = Édifice religieux      | = Motte castrale/féodale      | = Pavillon de chasse     | = Styles du XXe siècle |

## Guadeloupe
| Type                        | Château                           | Commune       | Protection                                                                            | Notes                                | Coordonnées                  | Illustration |
| --------------------------- | --------------------------------- | ------------- | ------------------------------------------------------------------------------------- | ------------------------------------ | ---------------------------- | ------------ |
| Forteresse, fort(ification) | Fort Delgrès (Fort Saint-Charles) | Basse-Terre   | Classé MH (1977) · Notice no PA00105850 · Notice no IA97100904 · Notice no IA97100909 | XVIIe et XVIIIe siècles, XIXe siècle | 15° 59′ 17″ N, 61° 43′ 24″ O |              |
| Forteresse, fort(ification) | Fort Fleur d'épée                 | Le Gosier     |                                                                                       |                                      |                              |              |
| Forteresse, fort(ification) | Fort Napoléon des Saintes         | Terre-de-Haut |                                                                                       |                                      |                              |              |
|                             | Château Murat                     | Grand-Bourg   |                                                                                       |                                      |                              |              |

## Guyane
| Type                                           | Château      | Commune         | Protection | Notes | Coordonnées | Illustration |
| ---------------------------------------------- | ------------ | --------------- | ---------- | ----- | ----------- | ------------ |
| Forteresse, fort(ification)                    | Fort Cépérou | Cayenne         |            |       |             |              |
| Forteresse, fort(ification)                    | Fort Diamant | Remire-Montjoly |            |       |             |              |
| Forteresse, fort(ification) · Ruine ou disparu | Fort Trio    | Matoury         |            |       |             |              |

## Martinique
| Type                        | Château             | Commune        | Protection                       | Notes | Coordonnées | Illustration |
| --------------------------- | ------------------- | -------------- | -------------------------------- | --- | ----------- | ------------ |
| Ruine ou disparu            | Château Dubuc       | La Trinité     | Inscrit MH (1992) · Notice no PA | |             |              |
| Forteresse, fort(ification) | Fort Saint-Louis    | Fort-de-France | Inscrit MH (1973) · Notice no PA | Base navale de la Marine nationale aux Antilles.                                                           |             |              |
| Forteresse, fort(ification) | Fort Desaix         | Fort-de-France | Inscrit MH (2009) · Notice no PA | Quartier général des forces armées françaises dans les Antilles et du Détachement Terre Antilles 33e RIMa. |             |              |
| Forteresse, fort(ification) | Hôtel de préfecture | Fort-de-France | Inscrit MH (1990) · Notice no PA | Préfecture.                                                                                                |             |              |
| Forteresse, fort(ification) | Fort Saint-Pierre   | Saint-Pierre   |                                  | |             |              |
|                             | Château Aubéry      | Ducos          | Inscrit MH (1992) · Notice no PA | |             |              |
|                             | Château Depaz       | Saint-Pierre   |                                  | |             |              |
|                             | Château La Favorite | Le Lamentin    |                                  | |             |              |
|                             | Le petit château    | Ducos          |                                  | |             |              |

## Nouvelle-Calédonie
| Type | Château       | Commune | Protection                       | Notes                                                              | Coordonnées | Illustration |
| ---- | ------------- | ------- | -------------------------------- | ------------------------------------------------------------------ | ----------- | ------------ |
|      | Château Hagen | Nouméa  | Inscrit MH (1998) · Notice no PA | Maison coloniale Centre d'exposition appartenant à la Province-Sud |             |              |

## La Réunion
| Type | Château          | Commune     | Protection                       | Notes                                       | Coordonnées | Illustration |
| ---- | ---------------- | ----------- | -------------------------------- | ------------------------------------------- | ----------- | ------------ |
|      | Château Bel-Air  | Le Tampon   | Inscrit MH (1984) · Notice no PA | Consulat des Seychelles                     |             |              |
|      | Château du Gol   | Saint-Louis |                                  |                                             |             |              |
|      | Château Lauratet | Saint-Louis |                                  | Chambre régionale des comptes de La Réunion |             |              |
|      | Château Morange  | Saint-Louis | Inscrit MH (2010) · Notice no PA | Maison des Jeunes et de la Culture          |             |              |

## Saint-Martin
| Type                        | Château    | Commune | Protection | Notes | Coordonnées | Illustration |
| --------------------------- | ---------- | ------- | ---------- | ----- | ----------- | ------------ |
| Forteresse, fort(ification) | Fort Louis | Marigot |            |       |             |              |

## Wallis-et-Futuna
| Type   | Château             | Commune  | Protection | Notes | Coordonnées | Illustration |
| ------ | ------------------- | -------- | ---------- | ----- | ----------- | ------------ |
| Palais | Palais Royal d'Uvéa | Mata-Utu |            |       |             |              |